# Гойк
Гойк (на нидерландски: Gooik) е селище в Централна Белгия, окръг Хале-Вилворде на провинция Фламандски Брабант. Населението му е около 8900 души (2006).